# Sistema de gestión de contenido web
Un sistema de gestión de contenido web (en inglés web content management system , abreviadamente, WCMS) es un sistema de software que proporciona autorías de sitio web, colaboración y herramientas de administración diseñadas para permitir, a los usuarios con poco conocimiento de lenguajes de programación web o lenguajes de marcado, el crear y gestionar contenidos web con relativa facilidad. Un WCMS robusto proporciona la base para la colaboración, ofreciendo a los usuarios la capacidad de gestionar los documentos y la salida para la edición de múltiples autores la participación.
La mayoría de los sistemas utilizan un repositorio de contenido o de una base de datos para almacenar contenido de la página, los metadatos y otros activos de información que podrían ser necesarios para el sistema.
Una capa de presentación (motor de plantillas) muestra el contenido a los visitantes de sitio web, basándose en un conjunto de plantillas, que son a veces archivos XSLT archivos.
La mayoría de los sistemas utilizan el almacenamiento en caché en el lado del servidor, para mejorar el rendimiento. Funciona mejor cuando el WCMS no se cambia a menudo, pero tiene visitas regulares.
La administración también se realiza normalmente a través de interfaces basadas en navegador, pero algunos sistemas requieren el uso de un cliente pesado.
Un WCMS permite a los usuarios no técnicos realizar cambios a un sitio web con poco entrenamiento. Un WCMS normalmente requiere un administrador de sistemas y/o un desarrollador web para configurar y agregar características, pero es sobre todo un sitio web de mantenimiento de herramientas para el personal no técnico.

## CMS notables
Algunos ejemplos notables de CMS:
| 10 CMS más utilizados | Utilización % | Observaciones                                                                                          |
| --------------------- | ------------- | --- |
| WordPress             | 59.5          | Se originó como CMS de blogueo, pero ha evolucionado a un completo CMS                                 |
| Joomla!               | 5.5           | Es un gestor de contenidos popular, que puede ser utilizado para crear y editar fácilmente páginas web |
| Drupal                | 3.6           | CMS más usado y originado con anterioridad a WordPress y Joomla                                        |
| Squarespace           | 2.6           | |
| Shopify               | 2.5           | |
| Magento               | 1.9           | E-commerce                                                                                             |
| Wix                   | 1.8           | |
| PrestaShop            | 1.4           | E-commerce                                                                                             |
| Blogger               | 1.4           | |
| TYPO3                 | 1.3           | |

Otras notas:
- ExpressionEngine está entre los 5 más usados, Es un CMS comercial fabricado por EllisLab.
- MediaWiki potencia la Wikipedia y proyectos relacionados y es el ejemplo más prominente de un CMS wiki.
- Magnolia CMS, que usa Java.[4]
- Rubedo CMS, que usa MongoDB.[5]
- Sageframe potente CMS con ASP.NET.